# Rue de la Boucherie (Limoges)
Pour les articles homonymes, voir Rue de la Boucherie.
La rue de la Boucherie est une rue du centre ville de Limoges.

## Situation et accès
Située dans le quartier historique du Château, la rue de la Boucherie (La Bocharia en occitan) est l'une des rues les plus pittoresques de Limoges, caractérisée par des petits immeubles à colombages. Longue d'environ 130 mètres, elle permet de relier la place de la Motte à la rue Vigne-de-Fer via la place de la chapelle Saint-Aurélien. Elle doit son nom aux nombreux commerces de bouchers qui existaient jadis et qui ont fait sa réputations et cela depuis le Moyen Âge.
La maison traditionnelle de la Boucherie perpétue le souvenir de cette corporation. C'est dans cette rue que se tient chaque mois d'octobre la Frairie des Petits Ventres.
La rue de la Boucherie est l'axe central du petit quartier de la Boucherie, composé de plusieurs ruelles étroites et anciennes, aboutissant également place de la Barreyrette.

## Bibliographie

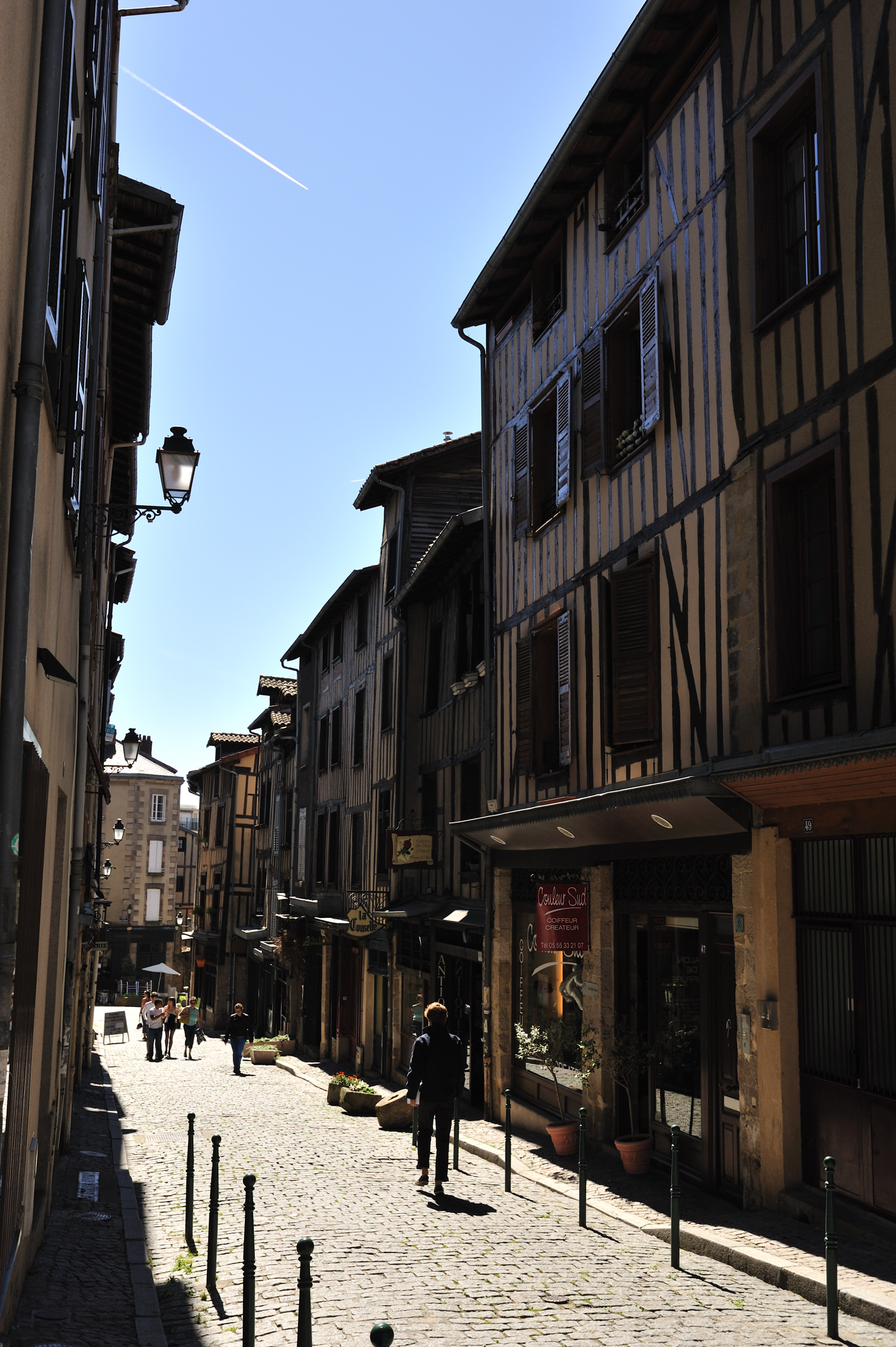
La rue de la Boucherie